# المحدادة (مذيخرة)

تعديل مصدري - تعديل

المحدادة هي إحدى قرى عزلة خولان بمديرية مذيخرة التابعة لمحافظة إب، بلغ تعداد سكانها 219 نسمة حسب تعداد اليمن لعام 2004.